# Spirou (serietidning)
Spirou är en belgisk serietidning, utgiven av förlaget Dupuis sedan 21 april 1938. Vid sidan av Tintin kom den att bli en av den fransk-belgiska serietidningsflorans mest framgångsrika plantskolor, även känd som Marcinelle-skolan (efter den ort i Charleroi-området där förlagsredaktionen finns). Bland serier som har skapats för Spirou märks, utöver titelserien, också Lucky Luke, Smurfarna, Tim och Tommy, Gaston, Yoko Tsuno, XIII.
Tidningen är veckovis utkommande antologiserietidning utgiven och har haft löpande numrering sedan starten. Den har bytt namn några gånger, men namnet Spirou har alltid ingått som huvudord i titeln. Tidningen innehåller en blandning av längre fortsättningsserier och kortare humorserier i varje nummer.
En stor mängd belgiska och franska serier har debuterat för den här tidningen, däribland titelserien "Spirou" av Rob-Vel med flera, "Lucky Luke" av Morris med flera, "Johan och Pellevin" samt "Smurfarna" av Peyo, "Natascha" av Walthery och "Gaston" av André Franquin. Tidningen populariserade även den så kallade Marcinelle-stilen.

## Historik

### Starten
Tidningen grundades i april 1938, som Le Journal de Spirou, av den etablerade tidningsförläggaren Jean Dupuis som satte sina unga söner Paul och Charles Dupuis i ledningen för denna tidning, riktad till en ung publik. Tanken var att konkurrera på den marknad som hade visat sig lönsam för den veckoutgivna franska serietidningen Le Journal de Mickey och den i Belgien varje vecka utkommande dagstidningsbilagan Le Petit Vingtième, som innehöll "Tintin".
Serien "Spirou" skapades direkt för tidningen av fransmannen Rob-Vel. Ursprungligen var varje utgåva endast åtta sidor lång, och innehöll, förutom titelserien, framför allt amerikanska serier som "Stålmannen", men även Fernand Dineurs "Tim och Tommy", som – precis som titelserien – hade skapats till premiärnumret. I oktober började man också ge ut den nederländskspråkiga editionen Robbedoes för Belgiens flamländska befolkning. Både Spirou och Robbedoes blev populära och utökades snart till 16 sidor per nummer.

### Andra världskriget
Under andra världskriget, när Tyskland 1940 ockuperade Belgien och norra Frankrike, försvann de amerikanska serierna från tidningen. Spirous skapare Rob-Vel hade inte längre möjlighet att regelbundet skicka serier från Frankrike, varför han lämnade över titelserien till Jijé. Tillsammans med Dineur och Sirius svarade Jijé för merparten av tidningens innehåll under krigsåren. Inte förrän i slutet av kriget drabbades tidningen av resursbrist då papper inte kunde levereras.
Åtminstone två medlemmar av ägarfamiljen Dupuis tog aktivt avstånd från den nazistiska ockupationsmakten. Och medlemmarna i tidningens redaktion lät motståndsrörelsen använda tidningens redaktionella spalter till sina kodade meddelanden.

### Guldåldern
Efter kriget kortades titeln till enbart Spirou. Utgivningen återupptogs bara några veckor efter befrielsen från den tyska ockupationen, till en början med ett mindre format än tidigare. Jijé var tidningens huvudförfattare och skapade sidor för flera olika serier varje vecka. Några amerikanska serier kom också tillbaka.
Jijé tog tre unga begåvade tecknare under sina vingar; André Franquin, Morris och Will, och lärde upp dem i sin egen studio, dessa fyra tecknare kom att bli kända som la bande à quatre och lade grunden till Marcinelle-skolan - döpt efter Spirous redaktions hemort Marcinelle i Charleroi söder om Bryssel - som fick enorm påverkan under årens lopp.
Flera nya, ännu relativt okända, serieskapare anlitades under 1946 och 1947: Victor Hubinon, Jean-Michel Charlier och Eddy Paape. I Spirou publicerades snart "Buck Danny" av Hubinon och Charlier och "Lucky Luke" av Morris. Franquin tog redan 1946 över titelserien från Jijé.
Med dessa inleddes tidningens guldålder, som sammanföll med det som har kallats de belgiska seriernas guldålder. Huvudkonkurrentserietidningen Tintin, med "Tintin" som huvudserie, startade 1946. Trots en liten hemmamarknad i Belgien, kunde tidningarna lätt säljas även till flera andra länder genom att de var skrivna på franska. Den fransk-belgiska seriemarknaden har alltid varit till fördel för belgarna på detta sätt.
Medan Spirou innehöll serier i Marcinelle-stil, innehöll Tintin serier som räknas till ligne claire-stilen. Fram till 70-80-talet låg dessa två veckovis utkommande tidningar i ständig konkurrens och befäste teckningsstilar och genrer som fick mängder av efterföljare.
Dupuis började samla de mest populära serierna i album, men tidningen hade ändå sin trogna läsarskara eftersom serierna publicerades där först. Många serier kom dessutom aldrig ut i albumformat.
Under 1950-talet tillkom serieskapare som Peyo, Jean Roba, Maurice Tillieux och Jidéhem. De amerikanska serierna slutade publiceras och tidningen fylldes så gott som uteslutande av serier tecknade direkt för Spirou. Utöver serier, innehöll tidningen också redaktionella sidor med svar på läsarfrågor samt annonser.
Kring 1960 hade tidningen fått ett fast format om 52 sidor per nummer. Fram till oktober 1965 hade tidningen en seriesida på förstasidan istället för omslag. Länge var det alltid en Spirou-sida, senare andra serier (oftast Gaston).

### Nya tider
1968 brukar räknas som ett "katastrofår" för tidningen, Yvan Delporte lämnade sitt jobb som chefredaktör, Franquin lämnade över arbetet på serien "Spirou" till Jean-Claude Fournier, och populära tecknare som Jijé, Morris och Paape lämnade tidningen för arbete på annat håll.
Tidningen fortsatte dock vara framgångsrik under hela 70-talet, med nya skapelser som "Isabelle" (av Will med flera), "Yoko Tsuno" (av Roger Leloup, som upplärd på Studios Hergé behöll sin ligne claire-stil) och "Natascha" (av Walthery med flera). 1967 börjar Raoul Cauvin arbeta för tidningen, som snabbt inleder en rad succéer som "Blårockarna" och "Sammy" med flera.

## Tidningens namn genom tiderna
- Den 21 april 1938 kom det första numret och tidningen hette då Le journal de Spirou.
- Från och med den 1 maj 1947 hette den Spirou.
- Från och med den 5 oktober 1988 var namnet Spirou Magaziiiine
- Från och med den 12 januari 1994 återgick man till namnet Spirou.
- Från och med den 25 januari 2006 blev namnet Spirou HeBDo, vilket är en ordlek baserat på det franska ordet för "veckovis" och BD som är förkortningen för bande dessinée, franskans term för serie.
- Från och med den 16 april 2008 fick tidningen än en gång namnet Spirou kort och gott.

## Serieskapare och serier iSpirou
Många serieskapare har blivit publicerade i tidningen. Här listas de huvudsakliga serieskaparna och deras mest betydande verk, med årtal för deras publicering i Spirou.
- Bédu: "Psy"[förtydliga] (1992–2019)
- Benn: "Mic Mac Adam" (1978–1987)
- Berck: "Sammy" (1970–1994)
- Bercovici: "Les Femmes en Blanc" (1981–)
- Blesteau: "Toupet" (1987-2004), "Wofi" (1976-1987)
- Bom: "Broussaille" (1983–1989, 2000)
- Raoul Cauvin: "Blårockarna" (1968–), "Sammy" (1970–2009), "Cédric" (1986–), "Agent 212" (1975-) etc.
- Jean-Michel Charlier: "Buck Danny" (1947–1978)
- Clarke: "Mélusine"[förtydliga] (1992–2018)
- Stéphane Colman: "Billy the Cat" (1981–1999)
- Didier Conrad: "Les innomables" (1980–1982), "Donito" (1991–1996)
- Darasse: "Tamara" (2001–), "Gang Mazda" (1987–1996)
- Lucien De Gieter: "Papyrus"[förtydliga] (1974–2015)
- Charles Degotte: "Flagada" (1961–1988), "Motards" (1984–1993)
- Paul Deliège: "Bobo" (1961–1996), "Les Krostons" (1968–1983)
- Yvan Delporte: "Isabelle" (1969–1994), "Smurfarna" (1962–1972)
- Stephen Desberg: "Tim och Tommy" (1977–1989), "Billy the Cat" (1982–2004), "421" (1980–1992), "Mic Mac Adam" (1978–1987)
- Jacques Devos: "Génial Olivier" (1963-1988)
- Fernand Dineur: "Tim och Tommy" (1938–1951)
- Alain Dodier: "Jerome K. Bloche" (1982–)
- Serge Ernst: "Les Zappeurs" (1991–)
- René Follet: olika serier (1950 och framåt)
- Gérald Forton: "Kim Devil" (1953–1956), "Les Belles Histoires de l'oncle Paul" (1952–1964)
- Jean-Claude Fournier: "Spirou" (1969–1979), "Bizu" (1967–1994), "Crannibales" (1995–2005)
- Francis: "Marc Lebut" (1966–1983)
- Frank: "Broussaille" (1978–1989, 2000–2002), "L'elan" (1981–1987)
- André Franquin: "Spirou" (1946–1969), "Gaston" (1957–1991)
- Bruno Gazzotti: "Soda" (1990–), "Seuls" (2006–)
- André Geerts: "Jojo" (1983–2010)
- François Gilson: "Mélusine"[förtydliga] (1992–), "Garage Isidore" (1991–)
- Godard: "Toupet" (1965-1966, 1987-2004)
- Gos: "Scrameustache" (1972–2002)
- René Goscinny: "Lucky Luke" (1955–1967, 1978)
- Marc Hardy: "Pierre Tombal" (1983–2021)
- René Hausman: "Bestiaire" (1959–1967), "Laïyna" (1985–1987)
- Bernard Hislaire: "Bidouille et Violette" (1978–1985)
- Victor Hubinon: "Buck Danny" (1947–1979)
- Frédéric Jannin: "Germain et nous..." (1977–1992)
- Janry, "Spirou" (1981–1998), "Den unge Spirou" (1987–), "Passe–moi l’ciel" (1990–)
- Jidéhem: "Gaston" (1957–1969), "Sofie" (1965–1994), "Starter" (1957-1978)
- Jijé: "Spirou" (1940–1951), "Jerry Spring" (1954–1977), "Jean Valhardi" (1941–1965)
- Joan: "Joue avec La Petite Lucie" (1994–2020)
- Octave Joly: "Les Belles Histoires de l'oncle Paul" (1951–1982)
- Daniël Kox: "Agent 212" (1975–)
- Lambil: "Blårockarna" (1972–), "Pauvre Lampil" (1974–2006), "Sandy" (1959–1974)
- Denis Lapière: "Ludo"[förtydliga] (1997-2009), "Oscar"[förtydliga] (2000-2008)
- Laudec: "Cédric" (1986–)
- Frank Le Gall: "Théodore Poussin" (1984–1988, 1997–2004)
- Pic Le Lièvre: "Pic et Zou" (1998-2018)
- Roger Leloup: "Yoko Tsuno" (1970–2010)
- Raymond Macherot: "Sibyllina" (1965–1990)
- Malik: "Cupidon" (1988–), "Archie Cash" (1971–1987)
- Maltaite: "421" (1980–1992)
- Mazel: "Jungles perdues" (1975–1987, 2008), "Les mousquetaires" (1969–1992)
- Midam: "Kid Paddle" (1993–)
- Mitacq: "La Patrouille des Castors" (1954–1993)
- Morris: "Lucky Luke" (1946–1967, 1978–1985)
- Eddy Paape: "Marc Dacier" (1958–1967), "Jean Valhardi" (1946–1953)
- Peyo: "Johan och Pellevin" (1952–1977), "Smurfarna" (1959–1988), "Starke Staffan" (1960–1978)
- Arthur Piroton: "Jess Long" (1969–1995), "Michel et Thierry" (1962–1968)
- Marcel Remacle: "Kapten Gråskägg" (1958–1990)
- Jean Roba: "Bullen" (1959–2006)
- Maurice Rosy: "Bobo" (1961–1973), "Tim och Tommy" (1955–1968), "Attila" (1967–1973)
- Pierre Seron: "Les Petits Hommes" (1977–2004)
- Sirius: "Timour" (1953–1997), "L'épervier bleu" (1942–1951, 1973–1977)
- Fabrice Tarrin: "Violine" (2001-2005), "Maki" (2008-2011)
- Maurice Tillieux: "Max Jordan" (1956–1978), "César" (1957–1973), "Marc Lebut" (1966–1982)
- Tome: "Spirou" (1981–1998), "Den unge Spirou" (1987–) "Soda" (1985–)
- Vehlmann: "Spirou" (2006–), "Seuls" (2006–)
- François Walthéry: "Natascha" (1970–2007)
- Marc Wasterlain: "Docteur Poche" (1976–1997), "Jeannette Pointu" (1982–2005)
- Weyland: "Aria"[förtydliga] (2002-2015)
- Will: "Tim och Tommy" (1949–1990), "Isabelle" (1969–1994)
- Yann: "Les innomables" (1980–1982), "Spirou" (2006–2009)
- Zidrou: "Tamara" (2001–), "Crannibales" (1995–2005)

## Tidningens fiktiva redaktion skildrad i tidningen
Redan tidigt i tidningens historia introducerades idén att Spiroutidningen existerade även i serien "Spirous" fiktiva värld. (Ett liknande upplägg hade tidigare skett i serien "Tintin" där Tintin var reporter för den tidning serien publicerades i.) Bifiguren Nicke introducerades som journalist i "Spirou"-serien 1943; i André Franquins första längre "Spirou"-berättelse, "Roboten Rupert" (1947) följer Spirou med Nicke på en reportageresa.
Serien "Gaston" antas utspela sig på serietidningen Spirous redaktion och skapades 1957 direkt för tidningen med detta syfte. Gaston var från början bara en tecknad figur som förekom i spalterna, men snart blev det riktiga seriesidor om honom. Riktiga Dupuis-medarbetare som redaktören Yvan Delporte och författaren Raoul Cauvin har ibland gjort cameouppträdanden i serien. Eftersom denna tidning inte finns i Sverige har den svenske översättaren valt att kalla Gastons arbetsplats för Spirouförlaget.
I "Sofies äventyr" finns journalisterna Starter (även kallad Startling) och Fartman som skriver bilkrönikor i tidningen.
I Willy Lambils serie "Pauvre Lampil" finns hans fiktiva tecknar-alter ego Lampil, som får förmodas jobba för Spirou-tidningen, då det är där serien publiceras.
I serien "Natascha" av Walthéry (specifikt albumet "Flygvärdinnan") figurerar många av de verkliga tecknare som bidragit till tidningen, liksom den fiktiva förlagsredaktören Dupuisard.

### Personal
- Spirou, centralgestalt, ibland på reportageuppdrag ("Spirou", "Gaston")
- Nicke (fr. Fantasio), reporter, senare redaktör/redaktionssekreterare ("Spirou", "Gaston")
- Gaston (springschas) (fristående skämtteckningar, "Spirou", "Gaston")
- Mossberg (fr. Léon Prunelle), redaktör som efterträdde Nicke ("Gaston")
- Jeanette (fr. M'oiselle Jeanne), sekreterare och Gastons flickvän ("Gaston")
- Pettersson (fr. Yves (tidigare Yvon) Lebrac), tecknare ("Gaston")
- Herr Persson/Mummel (fr. Joseph Boulier), ekonomichef ("Gaston")
- Lundin (fr. Bertje van Schrijfboek), redaktionsmedarbetare som kan vara identisk med Nisse eller Lasse, men kan också heta Bertil i förnamn. I originalet fransk-nederländsk översättare. ("Gaston")
- Nisse, oidentifierad redaktionsmedarbetare – kan vara identisk med Lundin (se ovan), eller med en annan redaktör som saknar namn även i det franska originalet. ("Gaston")
- Lasse, oidentifierad redaktionsmedarbetare – kan vara identisk med Lundin (se ovan), eller med en annan redaktör som saknar namn även i det franska originalet. ("Gaston")
- Christina, oidentifierad redaktionsmedarbetare – kan vara identisk med den namnlösa sekreterare som tecknaren Pettersson (se ovan) ibland flirtar med. ("Gaston")
- Sonja, (fr. Sonia), sekreterare. ("Gaston")
- "Chefen" som aldrig visas i bild – har oftast inget svenskt namn. I det första albumet, "Gaston" (fr. 1974), omtalas han som "direktör Söderström" (fr. Monsieur Dupuis, väl efter förlagsnamnet Dupuis). I den senare svenska översättningen av detta album kallas han bara "direktörn". Ännu senare, i den översättning av "Gaston" som publiceras i tidningen Uti vår hage har han omtalats som "direktör Dupuis". ("Gaston")
- Starter (även känd som Startling), figur som uppfanns för att vara presentatör av Spirou-tidningen bilsidor. Senare fick han en egen serie och var också med som en av huvudpersonerna i serien "Sofies äventyr". (bilsidorna, "Starter", "Sofies äventyr")
- Fartman, (fr. Pipette), bilkrönikör ("Sofies äventyr")
- Redaktör Dupuisard, en fiktiv Dupuis-redaktör, är inte specifikt kopplad till Spirou-tidningen men jobbar med flera av dess tecknare i albumet "Natascha – flygvärdinnan" ("Natascha")
- Lampil, olycksdrabbad tecknare skapad av alter egot Willy Lambil ("Pauvre Lambil", "Natascha")